# Eustala anastera vermiformis
Eustala anastera vermiformis is een spinnenondersoort in de taxonomische indeling van de wielwebspinnen (Araneidae).
Het dier behoort tot het geslacht Eustala. De wetenschappelijke naam van de soort werd voor het eerst geldig gepubliceerd in 1931 door Pelegrin Franganillo-Balboa.